# Подарки феи
«Подарки феи», «Волшебница» (фр. Les Fées) — сказка французского сказочника Шарля Перро о вознаграждении доброй девушки и наказании злой. Впервые опубликована автором в книге «Сказки моей матушки Гусыни, или Истории и сказки былых времён с поучениями» в 1697 году. По системе классификации сказочных сюжетов Aарне-Томпсона имеет номер 480: «добрые и недобрые девушки».

## Сюжет
Жила-была когда-то вдова. Были у неё две дочери. Старшая дочь многим напоминала свою мать: и настроением, и манерами, и лицом, так что все, кто с ней встречался, принимали её за матушку. Кроме того, она, как и её мать, была невыносимо вредной и надменной. А младшая дочь была как бы портретом своего отца: приветливая, честная и одна из самых красивых девушек в мире.
Мать без ума любила свою старшую дочь (свою принцессу), а с младшей обращалась как со служанкой: заставляла работать без отдыха и два раза в день ходить в лес по воду. Источник находился очень далеко от дома, и приходилось набирать большой кувшин воды.
Однажды, когда девушка в очередной раз пошла к источнику за водой, к ней подошла бедно одетая женщина и попросила попить. Девушка согласилась: пополоскав кувшин, зачерпнула воды из чистого места источника, а когда женщина пила,  поддерживала сосуд рукою, чтобы той было удобнее пить. Напившись воды, женщина похвалила девушку за её прилежание, вежливость, доброту и внимательность. Как оказалось, это была перевоплотившаяся фея-волшебница, которая таким образом намеревалась проверить доброту девочки. Фея решила наделить девочку волшебным даром: отныне, после каждого сказанного слова, из уст девушки будет выпадать цветок или самоцвет. После фея исчезла, а девочка, подивившись и набрав в кувшин воды, пошла домой.
Дома мать отругала её за длительное пребывание в лесу. Девочка опустила голову и как только произнесла слова извинения, из её уст выпали две розы, два жемчуга и два больших бриллианта. Видя такое чудо, мать очень удивилась и, впервые в жизни назвав её «дочкой», начала выспрашивать, почему это произошло. И бедняжка чистосердечно поведала свою лесную историю (а бриллианты и жемчужины так и сыпались при каждом слове).
«Вот оно как», — подумала про себя хитрая вдова и решила на этот раз послать к ручью свою любимую старшую дочь, чтобы и ту наделила фея таким ценным подарком. Но белоручка не намерена была куда-то идти, она капризничала и отказывалась. Насилу заставила её матушка выбраться из дома. Тогда та взяла лучший серебряный кувшин, принарядилась и наконец отправилась в путь.
Когда девушка подошла к ручью, ей навстречу вышла хорошо одетая дама. Это была та же самая фея, только на этот раз она оделась как принцесса. И в этот раз фея попросила попить, на что получила от неучтивой девушки суровую отповедь. Выслушав ответ, фея решила наделить и эту девушку соответственно её добродетели: «Отныне при каждом слове из твоего рта будет выползать змея или выскакивать жаба». После этих слов фея тотчас исчезла, а девушка пошла домой.
Как только мать увидела свою любимицу — мигом бросилась к ней, чтобы выспросить, как прошла встреча. Но дочь в ответ только пробурчала. И из её рта сразу же выпали две змеи и две жабы. Увидев такую оказию, мать ужаснулась и, сделав вывод, что всё это проделки младшей дочери, со всех ног побежала за нелюбимым ребёнком, чтобы побить.
Бедняжка едва вырвалась и убежала в лес, чтобы спрятаться там. И именно так случилось, что тем лесом возвращался с охоты сын короля, а увидев такую красавицу в лесу, очень удивился и спросил, что она здесь делает в полном одиночестве и кто её обидел, что она так горько плачет. «Ах, сударь, моя мать выгнала меня из дома», — сказала девушка, и из уст вновь выпало пять или шесть жемчужин и столько же бриллиантов. Изумлённый принц попросил, чтобы она рассказала ему всю свою историю. Пока девушка рассказывала о своих мытарствах, принц по уши в неё влюбился. Поэтому он взял её во дворец своего отца и предложил пожениться, а его отец-король очень обрадовался этой девушке, да ещё с таким приданым (жемчугом, бриллиантами).
А вот её сестра осталась дома и становилась всё более злобной и ненавистной всем окружающим, так, что даже собственная мать выгнала её из дома. И грубиянка, не найдя ни у кого убежища, погибла в лесу.

## Происхождение и анализ сюжета
Известно, что свои сказки Шарль Перро написал под влиянием сочинений и переводов того времени, которые рассказывали в светской среде по всей Европе. Самым известным сборником сказочных сюжетов тогда являлся неаполитанский «Пентамерон» или «Lo cunto de li cunti overo lo trattenemiento de peccerille» (Сказка сказок, или развлечения для малышей), собранный в областях Италии и изданный придворным поэтом Джамбаттистой Базиле (Giambattista Basile). Именно из этого сборника 67-летний француз и взял сюжет для своей сказки, которая является переработкой истории «Les Deux Gâteaux» (IV-7). В отличие от обработки Шарля Перро, в итальянской сказке младший брат страдает от рук своей старшей сестры, но в итоге за свои добродетели наделён розами, жемчугом и бриллиантами, а сестра получила в воздаяние лягушек и змей.
Похожий сюжет встречаются во многих народных сказках, и все они несут мораль о том, что доброта всегда вознаграждается, несмотря на внешние обстоятельства, тогда как тщеславие и капризность достойны осуждения. На этих сказках воспитывались многие поколения детей (на протяжении 5-7 столетий). Поэтому надменность и высокомерие всегда высмеивались и представлялись в литературе в уничижительной форме (часто такие герои представлялись безобразными, страшными и нечестными). Тогда как нравственные принципы часто ассоциировались с добротой и физической красотой (часто такие герои представлялись как молодые, красивые, положительные).